# Fatuat
Fatuat is een bestuurslaag in het regentschap Timor Tengah Selatan van de provincie Oost-Nusa Tenggara, Indonesië. Fatuat telt 1392 inwoners (volkstelling 2010).